# Список особо охраняемых природных территорий Челябинской области
| Цветовая схема таблиц | Цветовая схема таблиц               |
| --------------------- | ----------------------------------- |
|                       | Ботанические памятники природы      |
|                       | Гидрологические памятники природы   |
|                       | Геологические памятники природы     |
|                       | Государственные природные заказники |

В Челябинской области насчитывается 5 ООПТ федерального значения общей площадью 219,039 тыс. гектара, 3 природных заповедника, 2 национальных парка, 20 заказников и 158 памятников природы.

## Федеральные
На территории Челябинской области находятся 5 федеральных ООПТ, занимающих площадь 219,039 тыс. гектаров.
| № п/п | Название                      | Площадь, тыс. га | Год образования | Примечание                                                         |
| ----- | ----------------------------- | ---------------- | --------------- | ------------------------------------------------------------------ |
| 1     | Национальный парк Зюраткуль   | 88,200           | 1993            |                                                                    |
| 2     | Национальный парк Таганай     | 56,800           | 1991            |                                                                    |
| 3     | Восточно-Уральский заповедник | 16,616           | 1968            | Государственный радиационный заповедник, контролируемый Росатомом. |
| 4     | Ильменский заповедник         | 34,380           | 1920            |                                                                    |
| 5     | Южно-Уральский заповедник     | 24,400           | 1979            |                                                                    |

## Муниципальные районы

### Агаповский
На территории Агаповского района находятся 4 ООПТ, занимающих площадь 0,876 тыс. гектаров.
| № п/п | Название                               | Площадь, тыс. га | Год образования | Примечание |
| ----- | -------------------------------------- | ---------------- | --------------- | ---------- |
| 1     | Аблязовские луга                       | 0,232            | 1989            |            |
| 2     | Урочище «Белый камень» в пойме р. Урал | 0,016            | 1989            |            |
| 3     | Гора «Воровская»                       | 0,130            | 1989            |            |
| 4     | Каменный лог (у села Зингейка)         | 0,498            | 1989            |            |

### Аргаяшский
На территории Аргаяшского района находятся 4 ООПТ, занимающих площадь 38,57396 тыс. гектаров.
| № п/п | Название                  | Площадь, тыс. га | Год образования | Примечание |
| ----- | ------------------------- | ---------------- | --------------- | ---------- |
| 1     | Озеро Большой Биляшкуль   | 0,12287          | 1985            |            |
| 2     | Аргазинское водохранилище | 11,65844         | 1969            |            |
| 3     | Озеро Увильды             | 7,974            | 1969            |            |
| 4     | Харлушевский госзаказник  | 18,81865         | 1967            |            |

### Ашинский
На территории Ашинского района находятся 14 ООПТ, занимающих площадь 46,3289 тыс. гектаров.
| № п/п | Название                                       | Площадь, тыс. га | Год образования | Примечание |
| ----- | ---------------------------------------------- | ---------------- | --------------- | ---------- |
| 1     | Липовая гора                                   | 0,07504          | 1961            |            |
| 2     | Участок нагорных дубрав в окрестностях г. Сима | 0,03             | 1961            |            |
| 3     | Миньярский пруд                                | 0,03402          | 1987            |            |
| 4     | Ключ Ералашный                                 | 0,001            | 1985            |            |
| 5     | Ключ Ериклинский                               | 0,018            | 1987            |            |
| 6     | Симский пруд                                   | 0,03668          | 1987            |            |
| 7     | Синие родники                                  | 0,002            | 1987            |            |
| 8     | Река Аша                                       | 1,76             | 1987            |            |
| 9     | Пещера Ериклинская (Точильная)                 | 0,001            | 1987            |            |
| 10    | Пещера Киселевская                             | 0,001            | 1985            |            |
| 11    | Пещера Сухая Атя                               | 0,001            | 1981            |            |
| 12    | Геологические обнажения аргиллитов             | 0,02             | 1981            |            |
| 13    | Пещера Комсомольская                           | 0,001            | 1985            |            |
| 14    | Ашинский госзаказник                           | 44,34816         | 1988            |            |

### Брединский
На территории Брединский района находятся 4 ООПТ, занимающих площадь 43,13375 тыс. гектаров.
| № п/п | Название                                              | Площадь, тыс. га | Год образования | Примечание |
| ----- | ----------------------------------------------------- | ---------------- | --------------- | ---------- |
| 1     | .                                                     | 0,38326          | 1969            |            |
| 2     | Боровской бор                                         | 0,21044          | 1991            |            |
| 3     | Геологическое обнажение горы Маячной с древней фауной | 0,1              | 1981            |            |
| 4     | Брединский госзаказник                                | 42,44005         | 1974            |            |

### Варненский
На территории Варненского района находятся 3 ООПТ, занимающих площадь 0,34 тыс. гектаров.
| № п/п | Название                                                 | Площадь, тыс. га | Год образования | Примечание |
| ----- | -------------------------------------------------------- | ---------------- | --------------- | ---------- |
| 1     | Шумный брод в долине реки Тогузак                        | 0,300            | 1991            |            |
| 2     | Белый Камень в долине реки Тогузак                       | 0,020            | 1991            |            |
| 3     | Скальные выходы граптолитов в долине реки Нижний Тогузак | 0,020            | 1981            |            |

### Верхнеуральский
На территории Верхнеуральского района находятся 8 ООПТ, занимающих площадь 20,672 тыс. гектаров.
| № п/п | Название                 | Площадь, тыс. га | Год образования | Примечание |
| ----- | ------------------------ | ---------------- | --------------- | ---------- |
| 1     | Гора Извоз               | 0,600            | 1987            |            |
| 2     | Озеро Чебачье 1          | 0,370            | 1989            |            |
| 3     | Озеро Чебачье 2          | 0,148            | 1989            |            |
| 4     | Озеро Большой Бугодак    | 0,648            | 1989            |            |
| 5     | Низовье реки Малый Кизил | 0,400            | 1989            |            |
| 6     | Верхнеуральский родник   | 0,001            | 1989            |            |
| 7     | Сопка Лиственная         | 0,080            | 1985            |            |
| 8     | Карагайский госзаказник  | 18,425           | 1981            |            |

### Еткульский
На территории Еткульского района находятся 3 ООПТ, занимающих площадь 1,777 тыс. гектаров.
| № п/п | Название                | Площадь, тыс. га | Год образования | Примечание |
| ----- | ----------------------- | ---------------- | --------------- | ---------- |
| 1     | Еткульский бор          | 1,209            | 1969            |            |
| 2     | Озеро Большой Шантропай | 0,520            | 1985            |            |
| 3     | Озеро Горькое           | 0,048            | 1985            |            |

### Карталинский
На территории Карталинского района находятся 2 ООПТ, занимающих площадь 100,786 тыс. гектаров.
| № п/п | Название               | Площадь, тыс. га | Год образования | Примечание |
| ----- | ---------------------- | ---------------- | --------------- | ---------- |
| 1     | Джабык-Карагайский бор | 60,347           | 1969            |            |
| 2     | Анненский госзаказник  | 40,439           | 1967            |            |

### Каслинский
На территории Каслинского района находятся 6 ООПТ, занимающих площадь 20,997 тыс. гектаров.
| № п/п | Название                         | Площадь, тыс. га | Год образования | Примечание |
| ----- | -------------------------------- | ---------------- | --------------- | ---------- |
| 1     | Участок 100-летних культур сосны | 0,020            | 1975            |            |
| 2     | Озеро Светленькое                | 0,024            | 1969            |            |
| 3     | Озеро Долгое                     | 0,120            | 1991            |            |
| 4     | Озеро Аракуль                    | 0,321            | 1969            |            |
| 5     | Курочкин лог                     | 0,012            | 1969            |            |
| 6     | Шабуровский госзаказник          | 20,500           | 1982            |            |

### Катав-Ивановский
На территории Катав-Ивановского района находятся 4 ООПТ, занимающих площадь 62,901 тыс. гектаров.
| № п/п | Название                | Площадь, тыс. га | Год образования | Примечание |
| ----- | ----------------------- | ---------------- | --------------- | ---------- |
| 1     | Река Тюлюк              | 0,500            | 1987            |            |
| 2     | Пещера Соломенная       | 0,001            | 1987            |            |
| 3     | Вершина хребта Бахты    | 2,500            | 1987            |            |
| 4     | Серпиевский госзаказник | 59,900           | 1992            |            |

### Кизильский
На территории Кизильского района находятся 7 ООПТ, занимающих площадь 0,925 тыс. гектаров.
| № п/п | Название                                                        | Площадь, тыс. га | Год образования | Примечание |
| ----- | --------------------------------------------------------------- | ---------------- | --------------- | ---------- |
| 1     | Березовый лог на реке Урал                                      | 0,009            | 1989            |            |
| 2     | Участок выветривания вулканических порфиров (у пос. Богдановка) | 0,002            | 1981            |            |
| 3     | Разрез каменноугольных отложений на реке Урал                   | 0,045            | 1985            |            |
| 4     | Синий Шихан                                                     | 0,321            | 1969            |            |
| 5     | Гора Чека                                                       | 0,4              | 1987            |            |
| 6     | Утёсы «Семь братьев»                                            | 0,046            | 1989            |            |
| 7     | Гора Разборная                                                  | 0,102            | 1989            |            |

### Красноармейский
На территории Красноармейского района находятся 8 ООПТ, занимающих площадь ххх тыс. гектаров.
| № п/п | Название                           | Площадь, тыс. га | Год образования | Примечание |
| ----- | ---------------------------------- | ---------------- | --------------- | ---------- |
| 1     | Васильевский бор                   | 0,076            | 1987            |            |
| 2     | Лесной массив на берегу реки Миасс | 0,179            | 1987            |            |
| 3     | Озеро Сугояк                       | 1,247            | 1987            |            |
| 4     | Озеро Соленый Кулат                | 0,062            | 1987            |            |
| 5     | Озеро Круглое                      | 0,030            | 1987            |            |
| 6     | Бродокалмакский госзаказник        | 19,000           | 1970            |            |
| 7     | Донгузловский госзаказник          | 5,973            | 1981            |            |
| 8     | Шуранкульский госзаказник          | 40,000           | 1969            |            |

### Кунашакский
На территории Кунашакского района находятся 4 ООПТ, занимающих площадь ххх тыс. гектаров.
| № п/п | Название                                               | Площадь, тыс. га | Год образования | Примечание |
| ----- | ------------------------------------------------------ | ---------------- | --------------- | ---------- |
| 1     | Озеро Чебакуль                                         | 1,840            | 1989            |            |
| 2     | Участок реки Караболки от села Усть-Караболка до устья | 0,032            | 1989            |            |
| 3     | Участок реки Багаряк от базы отдыха «Березка» до устья | 0,220            | 1989            |            |
| 4     | Клюквенное болото                                      | 0,200            | 1989            |            |

### Кусинский
На территории Кусинского района находятся 2 ООПТ, занимающих площадь ххх тыс. гектаров.
| № п/п | Название                                     | Площадь, тыс. га | Год образования | Примечание |
| ----- | -------------------------------------------- | ---------------- | --------------- | ---------- |
| 1     | Геологический разрез протерозоя у горы Аргус | 0,600            | 1985            |            |
| 2     | Аршинский госзаказник                        | 17,474           | 1976            |            |

### Нагайбакский
На территории Нагайбакского района находятся 4 ООПТ, занимающих площадь ххх тыс. гектаров.
| № п/п | Название              | Площадь, тыс. га | Год образования | Примечание |
| ----- | --------------------- | ---------------- | --------------- | ---------- |
| 1     | Ольховая роща         | 0,010            | 1989            |            |
| 2     | Озеро Карачура        | 0,170            | 1989            |            |
| 3     | Яр Батыртау           | 0,278            | 1989            |            |
| 4     | Анненский госзаказник | 40,439           | 1967            |            |

### Нязепетровский
На территории Нязепетровского района находятся 10 ООПТ, занимающих площадь ххх тыс. гектаров.
| № п/п | Название                                             | Площадь, тыс. га | Год образования | Примечание |
| ----- | ---------------------------------------------------- | ---------------- | --------------- | ---------- |
| 1     | Дубовая роща в окрестностях села Шемаха              | 0,018            | 1969            |            |
| 2     | Лиственничная роща                                   | 0,025            | 1989            |            |
| 3     | Реликтовый ельник                                    | 0,100            | 1989            |            |
| 4     | Участок реки Уфа между Тимофеевым и Зайкиным камнями | 6,500            | 1989            |            |
| 5     | Уфимский целебный источник                           | 0,001            | 1989            |            |
| 6     | Шемахинская-1 пещера в окрестностях станции Сказ     | 0,100            | 1969            |            |
| 7     | Козитовый овраг                                      | 0,003            | 1969            |            |
| 8     | Шемахинское карстовое поле                           | 0,850            | 1989            |            |
| 9     | Нязепетровский госзаказник                           | 23,000           | 1979            |            |
| 10    | Аршинский госзаказник                                | 17,474           | 1976            |            |

### Октябрьский
На территории Октябрьского района находятся 2 ООПТ, занимающих площадь ххх тыс. гектаров.
| № п/п | Название                  | Площадь, тыс. га | Год образования | Примечание |
| ----- | ------------------------- | ---------------- | --------------- | ---------- |
| 1     | Кочердыкский госзаказник  | 18,000           | 1967            |            |
| 2     | Селиткульский госзаказник | 40,000           | 1967            |            |

### Пластовский
На территории Пластовского района находятся 5 ООПТ, занимающих площадь ххх тыс. гектаров.
| № п/п | Название                       | Площадь, тыс. га | Год образования | Примечание |
| ----- | ------------------------------ | ---------------- | --------------- | ---------- |
| 1     | Демаринский бор                | 1,039            | 1969            |            |
| 2     | Андреевский каменный карьер    | 0,002            | 1969            |            |
| 3     | Борисовские сопки              | 0,67877          | 1969            |            |
| 4     | Жуковская копь розовых топазов | 0,001            | 1987            |            |
| 5     | Санарский госзаказник          | 33,924           | 1970            |            |

### Саткинский
На территории Саткинского района находятся 6 ООПТ, занимающих площадь ххх тыс. гектаров.
| № п/п | Название                                            | Площадь, тыс. га | Год образования | Примечание |
| ----- | --------------------------------------------------- | ---------------- | --------------- | ---------- |
| 1     | Река Ай от устья реки Бейды до деревни Сикияз-Тамак | 0,400            | 1987            |            |
| 2     | Пещера Аверькиева яма                               | 0,010            | 1987            |            |
| 3     | Пещера Каменка                                      | 0,010            | 1987            |            |
| 4     | Кургазакская пещера                                 | 0,001            | 1969            |            |
| 5     | Пещера Надежда                                      | 0,001            | 1987            |            |
| 6     | Пещера Сухокаменная (Понорная)                      | 0,001            | 1987            |            |

### Сосновский
На территории Сосновского района находятся 3 ООПТ, занимающих площадь ххх тыс. гектаров.
| № п/п | Название                 | Площадь, тыс. га | Год образования | Примечание |
| ----- | ------------------------ | ---------------- | --------------- | ---------- |
| 1     | Ужовский бор             | 0,213            | 1969            |            |
| 2     | Каштакский бор           | 2,840            | 1969            |            |
| 3     | Харлушевский госзаказник | 18,788           | 1967            |            |

### Троицкий
На территории Троицкого района находятся 8 ООПТ, занимающих площадь ххх тыс. гектаров.
| № п/п | Название                                                                                      | Площадь, тыс. га | Год образования | Примечание |
| ----- | --------------------------------------------------------------------------------------------- | ---------------- | --------------- | ---------- |
| 1     | Сосновый бор «Золотая сопка»                                                                  | 1,535            | 1969            |            |
| 2     | Парк «Степные зори»                                                                           | 0,00434          | 1987            |            |
| 3     | Сопка Кобяковская                                                                             | 0,036            | 1985            |            |
| 4     | Пугачевская пещера                                                                            | 0,000214         | 1969            |            |
| 5     | Кувайский лог                                                                                 | 0,139            | 1987            |            |
| 6     | Геологический разрез вулканогенно-осадочных пород с ископаемой фауной в излучине реки Увельки | 0,100            | 1981            |            |
| 7     | Троицкий госзаказник                                                                          | 1,220            | 1969            |            |
| 8     | Санарский госзаказник                                                                         | 33,924           | 1970            |            |

### Увельский
На территории Увельского района находятся 6 ООПТ, занимающих площадь ххх тыс. гектаров.
| № п/п | Название                  | Площадь, тыс. га | Год образования | Примечание |
| ----- | ------------------------- | ---------------- | --------------- | ---------- |
| 1     | Хомутининский бор         | 0,7194           | 1969            |            |
| 2     | Кичигинский бор           | 1,03928          | 1969            |            |
| 3     | Озеро Горькое             | 0,120            | 1969            |            |
| 4     | Озеро Подборное           | 0,10808          | 1985            |            |
| 5     | Озеро Пахомово            | 0,06616          | 1985            |            |
| 6     | Жемерякский карстовый лог | 0,0596           | 1987            |            |

### Уйский
На территории Уйского района находятся 5 ООПТ, занимающих площадь ххх тыс. гектаров.
| № п/п | Название                                                                | Площадь, тыс. га | Год образования | Примечание |
| ----- | ----------------------------------------------------------------------- | ---------------- | --------------- | ---------- |
| 1     | Ларинский бор                                                           | 0,809            | 1969            |            |
| 2     | Булатовский бор                                                         | 0,611            | 1973            |            |
| 3     | Геологический разрез углистых фтанитов с граптолитами (у пос. Булатово) | 0,004            | 1985            |            |
| 4     | Уйский госзаказник                                                      | 12,718           | 1980            |            |
| 5     | Карагайский госзаказник                                                 | 18,425           | 1981            |            |

### Чебаркульский
На территории Чебаркульского района находятся 3 ООПТ, занимающих площадь ххх тыс. гектаров.
| № п/п | Название                 | Площадь, тыс. га | Год образования | Примечание |
| ----- | ------------------------ | ---------------- | --------------- | ---------- |
| 1     | Травниковский бор        | 1,629            | 1969            |            |
| 2     | Чебаркульский бор        | 0,605            | 1969            |            |
| 3     | Варламовский госзаказник | 16,256           | 1971            |            |

### Чесменский
На территории Чесменского района находятся 4 ООПТ, занимающих площадь ххх тыс. гектаров.
| № п/п | Название                 | Площадь, тыс. га | Год образования | Примечание |
| ----- | ------------------------ | ---------------- | --------------- | ---------- |
| 1     | Черный бор               | 2,019            | 1969            |            |
| 2     | Озеро Горькое-Соленое    | 0,700            | 1985            |            |
| 3     | Бускульский госзаказник  | 10,000           | 1978            |            |
| 4     | Черноборский госзаказник | 29,601           | 1971            |            |

## Городские округа

### Верхнеуфалейский
На территории Верхнеуфалейского городского округа находятся 4 ООПТ, занимающих площадь ххх тыс. гектаров.
| № п/п | Название                                                                      | Площадь, тыс. га | Год образования | Примечание |
| ----- | ----------------------------------------------------------------------------- | ---------------- | --------------- | ---------- |
| 1     | Озеро Иткуль                                                                  | 3,032            | 1987            |            |
| 2     | Гора Большой Камень                                                           | 0,040            | 1969            |            |
| 3     | Гора Красный Камень                                                           | 0,100            | 1969            |            |
| 4     | Никелевый профиль коры выветривания на Южном Урале (Ново-Черемшанский карьер) | 0,200            | 1981            |            |

### Златоустовский
На территории Златоустовского городского округа находятся 1 ООПТ, занимающий площадь 0,1 тыс. гектаров.
| № п/п | Название     | Площадь, тыс. га | Год образования | Примечание |
| ----- | ------------ | ---------------- | --------------- | ---------- |
| 1     | Гора Косотур | 0,100            | 1987            |            |

### Карабашский
На территории Карабашского городского округа находятся 7 ООПТ, занимающих площадь ххх тыс. гектаров.
| № п/п | Название                  | Площадь, тыс. га | Год образования | Примечание |
| ----- | ------------------------- | ---------------- | --------------- | ---------- |
| 1     | Луковая поляна            | 0,005            | 1985            |            |
| 2     | Река Большой Киалим       | 0,920            | 1985            |            |
| 3     | Озеро Уфимское            | 0,085            | 1985            |            |
| 4     | Озеро Серебры             | 0,110            | 1985            |            |
| 5     | Киалимское водохранилище  | 0,110            | 1985            |            |
| 6     | Озеро Увильды             | 7,974            | 1969            |            |
| 7     | Аргазинское водохранилище | 11,65844         | 1969            |            |

### Кыштымский
На территории Кыштымского городского округа находятся 4 ООПТ, занимающих площадь ххх тыс. гектаров.
| № п/п | Название           | Площадь, тыс. га | Год образования | Примечание |
| ----- | ------------------ | ---------------- | --------------- | ---------- |
| 1     | Шигирские сопки    | 0,800            | 1985            |            |
| 2     | Озеро Сугомак      | 0,345            | 1987            |            |
| 3     | Озеро Увильды      | 7,974            | 1969            |            |
| 4     | Пещера Сугомакская | 0002             | 1985            |            |

### Миасский
На территории Миасского городского округа находятся 11 ООПТ, занимающих площадь ххх тыс. гектаров.
| № п/п | Название                          | Площадь, тыс. га | Год образования | Примечание |
| ----- | --------------------------------- | ---------------- | --------------- | ---------- |
| 1     | Горный луг хребта Козловского     | 0,009            | 1987            |            |
| 2     | Горный луг хребта Чашковского     | 0,010            | 1987            |            |
| 3     | Озеро Малый Еланчик               | 0,600            | 1985            |            |
| 4     | Озеро Кошкуль                     | 0,136            | 1991            |            |
| 5     | Озеро Тургояк                     | 2,638            | 1969            |            |
| 6     | Река Куштумга                     | 0,800            | 1969            |            |
| 7     | Река Атлян                        | 0,640            | 1985            |            |
| 8     | Озеро Большой Еланчик             | 0,616            | 1985            |            |
| 9     | Озеро Песочное                    | 0,360            | 1991            |            |
| 10    | Иремельское водохранилище         | 0,664            | 1991            |            |
| 11    | Геологический разрез зоны меланжа | 11,65844         | 1969            |            |

### Усть-Катавский
На территории Усть-Катавского городского округа находятся 9 ООПТ, занимающих площадь ххх тыс. гектаров.
| № п/п | Название                                                  | Площадь, тыс. га | Год образования | Примечание |
| ----- | --------------------------------------------------------- | ---------------- | --------------- | ---------- |
| 1     | Провальный ключ                                           | 0,001            | 1987            |            |
| 2     | Река Юрюзань от Смирновского моста до устья реки Наси     | 5,880            | 1987            |            |
| 3     | Пещера Большая Усть-Катавская                             | 0,001            | 1987            |            |
| 4     | Скала Могильная                                           | 0,010            | 1987            |            |
| 5     | Салаватская пещера                                        | 0001             | 1987            |            |
| 6     | Пещера Станционная                                        | 0001             | 1987            |            |
| 7     | Хваточный гребень                                         | 0,300            | 1987            |            |
| 8     | Монахов гребень                                           | 0,200            | 1987            |            |
| 9     | Геологический разрез древнейших известняков (дер. Шубино) | 0,070            | 1981            |            |

### Челябинский
На территории Челябинского городского округа находятся 3 ООПТ, занимающих площадь ххх тыс. гектаров.
| № п/п | Название                    | Площадь, тыс. га | Год образования | Примечание |
| ----- | --------------------------- | ---------------- | --------------- | ---------- |
| 1     | Челябинский (городской) бор | 1,180            | 1969            |            |
| 2     | Каштакский бор              | 2,840            | 1969            |            |
| 3     | Озеро Смолино               | 2,720            | 1969            |            |